# Дайсен (Акіта)

39°27′11.13″ пн. ш. 140°28′31.61″ сх. д. / 39.4530917° пн. ш. 140.4754472° сх. д.
Дайсе́н (яп. 大仙市, だいせんし, МФА: [jokote ɕi̥]) — місто в Японії, в префектурі Акіта.

## Короткі відомості
Розташоване в східній частині префектури, у центральній течії річки Омоно. Виникло на основі гірничих поселень раннього нового часу. Засноване 22 березня 2005 року шляхом об'єднання міста Омаґарі з містечками Каміока, Нісі-Сембоку, Накасен, Кьова, Сембоку, Ота та селом Нанґай. Основою економіки є сільське господарство, комерція. До середини 20 століття провідну роль відігравав видобуток міді на рудниках Аракава. Містом проходить швідкісна залізниця сінкансен й Акітський автошлях. Станом на 1 жовтня 2007 площа міста становила 866,67 км². Станом на 1 липня 2008 населення міста становило 90 462 осіб.